# القطالية
القطالية قرية سعودية، في محافظة المويه بمنطقة مكة المكرمة، تقع في شرق مدينة الطائف بمسافة نحو ( ) كم.

## أنظر أيضًا
- المجيولية
- المشوية
- المنشية (محافظة المويه)